# Mizuhanome
Mizuhanome är en gudinna som förekommer i japansk mytologi. 

## Översikt
I Kojiki kallas hon "Mizuhanome-no-Kami", och i Nihon Shoki nämns hon som "Mitsuhanome-no-Kami". I shinto-helgedomar kan hon bl.a. även kallas "Mizuhanome-no-Mikoto". Tillsammans med Okami-no-Kami är hon en av Japans mest framstående vattengudar.
Enligt Kojikis berättelse om hur gudarna blev till ska gudinnan Izanami blivit dödligt skadad då hon födde eldguden Kagutsuchi. Eftersom hennes genitalier var sönderbrända föddes Mizuhanome och guden Wakumusubi ur hennes urin. I Nihon Shoki står det att Haniyamahime och Mizuhanome-no-Kami föddes precis innan Izanami dog, och att Wakumusubi var barn till Haniyamahime och Kagutsuchi.

## Kommentar
Mizuhanome dyrkas som huvudgud i bl.a. Niukawakami-jinja, och är vördad som sido-gud i många helgedomar runt om i Japan. I Ōtaki-jinja i staden Echizen samt i Okada-jinja finns det sägner som påstår att Mizuhanome lärde det lokala folket konsten att tillverka papper.